# Laxmi Prasad Devkota
Laxmi Prasad Devkota (Lakṣmīprasād Devkota) (n. 12 noiembrie 1909, Kathmandu, Bagmati Province⁠(d), Nepal – d. 14 septembrie 1959, Kathmandu, Bagmati Province⁠(d), Nepal) a fost un poet nepalez.
Lirica sa a fost influențată de cea a poeților englezi din Lakes School și de romantismul indian. Laxmi Prasad Devkota a avut o puternică inclinație spre ateism.  

## Opera
- Sărmanul ("Garīb");
- Cântărețul rătăcitor ("Gāine") (गाइने गीत);
- Cerșetorul ("Bhikhārī");
- Prometeu (प्रमीथस);
- 1938: Munāmadan;
- 1945: Śākuntala (शाकुन्तल);
- 1953: Dimineața de aur ("Sunkobihān");
- 1953: Păpușa ("Putlī").